# Marcel Stutter
Marcel Stutter (6 marzo 1988) è un calciatore tedesco, centrocampista del Sachsenhausen.

## Carriera

### Club
Dopo aver giocato in patria con Gütersloh e Holzwickede, nel 2013 si trasferisce alla squadra olandese del N.E.C. con cui gioca in Eredivisie.